# Magyarországi kilátók listája
A kilátó vagy kilátótorony olyan építmény, amely lehetővé teszi a kilátót körbevevő, alacsonyabban fekvő tereprészek megszemlélését. A világítótoronynak is gyakran van ilyen funkciója. A turisztikát, vadászatot illetve a katonai megfigyelést szolgáló kilátók általában fém- vagy faszerkezetek.
Ez a lista a Magyarország területén található kilátókat tartalmazza. A táblázatot a fejléc jeleire kattintva lehet sorba rendezni.
| Kilátó neve                                     | Hegy, domb                   | Tájegység                       | Település                         | Kép |
| ----------------------------------------------- | ---------------------------- | ------------------------------- | --------------------------------- | --- |
| Alcsútdobozi kilátó (nem látogatható)           |                              | Etyeki-dombság                  | Alcsútdoboz                       |     |
| Alsómocsoládi kilátó                            |                              | Baranyai-Hegyhát                | Alsómocsolád                      |     |
| Anna-hegyi kilátó                               | Anna-hegy                    | Tétényi-fennsík                 | Törökbálint                       |     |
| Apponyi kilátó                                  |                              | Geresdi-dombság                 | Bátaapáti                         |     |
| Avasi kilátó                                    | Avas                         | Bükk hegység                    | Miskolc                           |     |
| Árpád-kilátó                                    | Látó-hegy                    | Budai-hegység                   | Budapest II. kerülete             |     |
| Bagolyvár-kilátó                                | Malomvölgyi-tó melletti domb | Dél-Baranyai-dombság            | Kökény                            |     |
| Bakócai erdei kilátó 1.                         |                              | Zselic                          | Bakóca                            |     |
| Bakócai erdei kilátó 2.                         |                              | Zselic                          | Bakóca                            |     |
| Bakócai erdei kilátó 3.                         |                              | Zselic                          | Bakóca                            |     |
| Baktüttösi kilátó                               |                              | Nyugat-Zalai dombság            | Baktüttös                         |     |
| Bence-hegyi kilátó                              | Bence-hegy                   | Velencei-hegység                | Velence                           |     |
| Boldog Buzád-kilátó                             |                              | Zalai-dombság                   | Zajk                              |     |
| Boldog Özséb-kilátó                             | Pilis (hegy)                 | Pilis (hegység)                 | Pilisszentkereszt                 |     |
| Csere-hegyi kilátó                              |                              | Balaton-felvidék                | Alsóörs                           |     |
| Csergezán Pál-kilátó                            | Nagy-Kopasz                  | Budai-hegység                   | Páty, Nagykovácsi és Telki határa |     |
| Csillaghegyi kilátó                             |                              | Bakony                          | Iszkaszentgyörgy                  |     |
| Csónakázó-tavi kilátó                           |                              | Zalai-dombság                   | Nagykanizsa                       |     |
| Csóványosi kilátó                               | Csóványos                    | Börzsöny                        |                                   |     |
| Deseda-kilátó                                   |                              | Külső-Somogy                    | Kaposvár                          |     |
| Dévényi Antal-kilátó                            | Nagy-Kopasz                  | Pilis                           | Piliscsaba                        |     |
| Erdész Kilátó Zalakaros                         |                              | Zalai-dombság                   | Zalakaros                         |     |
| Erzsébet-kilátó                                 | János-hegy                   | Budai-hegység                   | Budapest II. kerülete             |     |
| Etyeki kilátó                                   |                              |                                 | Etyek                             |     |
| Folly arborétum kilátója                        |                              | Badacsony                       | Badacsonyörs                      |     |
| Fülöp-hegyi kilátó                              | Fülöp-hegy                   | Bakony                          | Révfülöp                          |     |
| Galya-kilátó                                    | Galya-tető                   | Mátra                           | Mátraszentimre                    |     |
| Gizella királyné-kilátó                         | Gulya-domb                   |                                 | Veszprém                          |     |
| Gömbkilátó (Xantus János Gömbkilátó)            | Várdomb                      |                                 | Balatonboglár                     |     |
| Guckler Károly-kilátó                           | Hármashatár-hegy             | Budai-hegység                   | Budapest III. kerülete            |     |
| A Hajózástörténeti Látogatóközpont kilátója     |                              |                                 | Balatonföldvár                    |     |
| Ó-Hubertus kilátó                               |                              | Soproni-hegység                 | Sopron                            |     |
| Írott-kői kilátó                                | Írott-kő                     | Kőszegi-hegység                 | Bozsok és Rohonc határa           |     |
| Julianus-kilátó                                 | Hegyes-tető                  | Börzsöny                        | Nagymaros                         |     |
| József-hegyi kilátó                             | Szemlő-hegy                  | Budai-hegység                   | Budapest II. kerülete             |     |
| Kaán Károly-kilátó                              | Nagy-Hárs-hegy               | Budai-hegység                   | Budapest II. kerülete             |     |
| Kinizsi-kilátó                                  | Kab-hegy                     | Bakony                          | Nagyvázsony                       |     |
| Kalapat-hegyi kilátó                            | Kalapat-tető                 | Bükk                            | Szilvásvárad                      |     |
| Kányavári-szigeti kilátó                        | Kányavári-sziget             | Kis-Balaton                     | Balatonmagyaród                   |     |
| Karancs kilátó                                  |                              | Karancs                         | Salgótarján                       |     |
| Károly-kilátó                                   | Károly-magaslat (Váris-hegy) | Soproni-hegység                 | Sopron                            |     |
| Kékestetői tévétorony                           | Kékes                        | Mátra                           | Gyöngyös-Kékestető                |     |
| Kertvárosi kilátó, Reformátorok tere            |                              | Pesti-síkság – Gödöllői-dombság | Budapest XVI. kerülete            |     |
| Kisfaludy Sándor-kilátó                         | Badacsony                    |                                 | Badacsonytomaj                    |     |
| Kistolmácsi kilátó                              |                              | Zalai-dombság                   | Kistolmács                        |     |
| Kitaibel Pál kilátó                             | Vas-hegy                     |                                 | Vonyarcvashegy                    |     |
| Kopasz-hegyi kilátó                             | Kopasz-hegy (Nagy-hegy)      | Villányi-hegység                | Csarnóta és Harkány határa        |     |
| Kós Károly-kilátó                               |                              | Börzsöny                        | Zebegény                          |     |
| Kozmáry-kilátó                                  | Dobogó-kő                    | Mátra                           | Mátrafüred                        |     |
| Kőhegyi kilátó                                  | Kőhegy                       |                                 | Zamárdi                           |     |
| Láz-tetői kilátó                                | Láz-tető                     | Keszthelyi-hegység              | Vállus                            |     |
| Lila-hegyi kilátó                               | Lila-hegy                    | Sokoró                          | Nyúl és Győrújbarát határa        |     |
| Madármegfigyelő torony                          |                              | Velencei-tó                     |                                   |     |
| Maderspach Viktor-kilátó                        |                              | Bakony                          | Várpalota                         |     |
| Magas-hegyi kilátó                              | Magas-hegy                   | Zempléni-hegység                |                                   |     |
| Major-tetői kilátó                              | Major-tető                   | Bükk                            | Szarvaskő                         |     |
| Molnár Gábor kilátó                             | Lugos-tető                   | Bakony                          | Nagyvázsony                       |     |
| Makovecz Imre-kilátó                            | Kis-Hárs-hegy                | Budai-hegység                   | Budapest II. kerülete             |     |
| Nagyradai kilátó                                | Szelemi-hegy                 |                                 | Nagyrada                          |     |
| Naplás tavi-kilátó                              | Cinkotai-kiserdő             | Pesti-síkság – Gödöllői-dombság | Budapest XVI. kerülete            |     |
| Óbányai kilátó                                  |                              |                                 |                                   |     |
| Óház-kilátó                                     | Óház-tető                    | Kőszegi-hegység                 | Kőszeg                            |     |
| Óvári Messzelátó                                | Öreg-hegy                    |                                 | Balatonalmádi                     |     |
| Pandúr-falu Ökopark kilátója                    |                              | Gemenc                          | Baja                              |     |
| Petőfi-kilátó                                   | Bálvány                      | Bükk                            | Nagyvisnyó-Bánkút                 |     |
| Pécsi tévétorony                                | Misina                       | Mecsek                          | Pécs                              |     |
| Prédikálószéki kilátó                           | Prédikálószék                | Visegrádi-hegység               | Dömös                             |     |
| Prónay-kilátó                                   | Romhányi-hegy, Kecske-kő     | Cserhát                         | Romhány és Alsópetény határában   |     |
| Ranzinger Vince-kilátó                          | Kő-hegy                      | Gerecse                         | Tatabánya                         |     |
| Dinnyési Madárvárta (Sarvaicz kilátó)           |                              | Velencei-tó                     | Agárd (Gárdony)                   |     |
| Sástói kilátó                                   | Sás-tó                       | Mátra                           | Mátrafüred                        |     |
| Sipos-hegyi kilátó                              | Sipos-hegy                   |                                 | Fonyód                            |     |
| Somlyó-hegyi kilátó                             | Somlyó-hegy                  | Balaton-felvidék                | Alsóörs                           |     |
| Sörházdombi kilátó                              | Sörház-domb                  | Soproni-hegység                 | Sopron                            |     |
| Széchenyi Zsigmond Kilátó                       |                              | Bakony                          | Tés                               |     |
| Széchenyi-emlékmű és kilátó                     | Széchenyi-hegy               | Budai-hegység                   | Budapest XII. kerülete            |     |
| Szent István kilátó                             | Somló                        | Balaton-felvidék                | Doba                              |     |
| Szent László-kilátó                             | Somlyó-hegy                  | Gödöllői-dombság                | Mogyoród                          |     |
| Szulejmán-kilátó                                | Szultán-tető                 | Kőszegi-hegység                 | Kőszeg                            |     |
| Teréz Anya kilátó                               |                              | Zalai-dombság                   | Zalaköveskút                      |     |
| Türr István kilátó                              |                              | Gemenc                          | Baja                              |     |
| Vajda Péter-kilátó                              | Kőris-hegy                   | Bakony                          |                                   |     |
| Várhegyi Széplátó                               | Várhegy                      |                                 | Fonyód                            |     |
| Várhegyi kilátó                                 | Várhegy                      | Börzsöny                        | Királyrét (Szokolya)              |     |
| Vörös-kő kilátó                                 |                              | Mátra                           | Mátraszentimre                    |     |
| Zselici Kilátó (A Zselici Csillagpark kilátója) |                              | Zselic                          | Zselickisfalud és Bőszénfa között |     |
| Dunaszentmiklósi kilátó                         | Gerecse északi lába          | Dunazug-hegyvidék               | Dunaszentmiklós                   |     |